# Lake Tanglewood
Lake Tanglewood é uma vila localizada no estado norte-americano de Texas, no Condado de Randall.

## Demografia
Segundo o censo norte-americano de 2000, a sua população era de 825 habitantes. 
Em 2006, foi estimada uma população de 869, um aumento de 44 (5.3%).

## Geografia
De acordo com o United States Census Bureau tem uma área de 
3,7 km², dos quais 2,7 km² cobertos por terra e 1,0 km² cobertos por água.

## Localidades na vizinhança
O diagrama seguinte representa as localidades num raio de 28 km ao redor de Lake Tanglewood. 